# José Luis Macías
José Luis Macías (Valencia, 19 de mayo de 1960) es un músico español que ha sido miembro fundador de grupos como La Banda de Gaal, Glamour o Comité Cisne. También es conocida su labor como compositor, productor y técnico de sonido.

## Biografía
José Luis Macías ha participado, durante los años 80, como teclista, arreglista y compositor en bandas que posteriormente han sido referente dentro de la escena musical valenciana. Con Glamour consiguió una importante repercusión en toda España firmando, junto a Esteban Leivas, la autoría de Imágenes, una canción que alcanzó el 30 de enero de 1982 el puesto número 17 en la afamada lista de éxitos 40 Principales de la Cadena Ser. A mediados de la década pone en marcha, con Carlos Goñi, la propuesta Comité Cisne, a la postre uno de los combos con más solera del rock valenciano. El 17 de agosto de 1986 actúan como grupo invitado de Simple Minds en el Estadio del Levante U.D. ante más de 30.000 espectadores. Su LP Beber el viento es elegido en 1988 como mejor álbum nacional por el programa Rock 3 de Radio 3 - RNE que dirigía y presentaba Rafael Abitbol. Ese mismo año publica su primer disco en solitario bajo el título de Regreso a Valencia. El sello de Luis Delgado, El Cometa de Madrid, es el encargado de ponerlo en circulación.
En 1991 produce el disco Fotógrafo del cielo de Surfin' Bichos, banda albaceteña liderada por Fernando Alfaro y, además, participa como ayudante de grabación en las sesiones que Extremoduro realiza en los estudios Audiomadrid para su disco Somos unos animales, interviniendo, también, con su piano en La canción de los oficios y tocando la turuta romana en Ni príncipes ni princesas. Este trabajo de la banda de Roberto Iniesta consiguió ser Disco de oro al superar los 50.000 ejemplares vendidos.
Sus colaboraciones con otros artistas como teclista de directo o estudio comprende una lista interminable de nombres donde destacan Gabotti, Jah Macetas, Los Inhumanos, Hilario Cortell y Mania.
En 2014 es responsable de la producción del multitudinario tributo a David Bowie que se celebra en la sala Jerusalem Club de Valencia.

## Discografía

### Glamour
- Imágenes (LP y Single. Polydor, 1981)
- En soledad (Single. Polydor, 1981)
- Guarda tus lágrimas (LP y Single. Polydor, 1983)
- Intento olvidar (Single. Polydor, 1983)

### Última Emoción
- Dos minutos de odio (Mini-LP. MR-Ariola, 1983)
- Máquinas románticas (LP. SPS Records, 2010)

### Comité Cisne
- Dulces horas / La retirada (Maxi. EMI, 1985)
- Comité Cisne (Mini-LP. DRO, 1986)
- El final del mar (Mini-LP. Intermitente, 1987)
- Ana Frank (Single. Intermitente, 1987)
- Tres canciones de Lou Reed (Maxi. Intermitente, 1987)
- Beber el viento (LP. Intermitente, 1988)
- Instinto (LP y CD. BMG Ariola, 1991)
- Si me quedo esperando (Single. BMG Ariola, 1991)
- En este lugar (Single. BMG Ariola, 1991)

### Macías
- Regreso a Valencia (LP. El Cometa de Madrid - Grabaciones Accidentales, 1988)

### Matador
- Matador (CD. Lucas Records, 1995)

### Los Incatalogables y Yo
- Ayuda (CD. Subterráneo Records, 1997)

## Discografía como productor
- Falsa Pasión - Falsa Pasión (Citra, 1985).
- Samotracia - Opera Prima (Maxi. Ayto. Picassent, 1986)
- Bolsillos llenos de arena - Agencia Dos (LP. Intermitente, 1989)
- Beberte - Imprevisibles (Maxi. Pertegás, 1989)
- Alta tensión - N.E.S. (EP. Rabia Records, 1990)
- Fotógrafo del cielo - Surfin' Bichos (LP y CD. RCA - Virus Records, 1991)
- Todo por nada - Imprevisibles (Single. La Fábrica Magnética, 1991)
- 9 canciones con mensaje y una con "recao" - Los Inhumanos (LP. Zafiro, 1993)
- Nuevo amanecer - Mujer Fatal (CD. La Fábrica Magnética, 1993)
- Planes de verano - Algora (CD. Dress For Excess, 2007)
- Primavera y rescate en el jardín del planeta Sedna - Maybe Road[10] (CD. Dress For Excess, 2007)
- Galimatías - Algora (CD. Dress For Excess, 2010)

## Discografía como técnico
- Rock alcohol - 24 Dioptrías[11] (LP. Impact Records, 1989). Mezclas.
- Kings of Chunda Chunda - The Refrescos (LP. Polydor, 1990). Ayudante de sonido.
- Somos unos animales - Extremoduro (LP. Área Creativa, 1991). Ayudante de sonido.
- Nouvelles du grand possible - Gastmans (CD. Dress For Excess, 2009). Mezclas y masterización.
- A silent language - Megaphone Ou la Mort (CD. VGB, 2013). Grabación, mezclas y masterización.
- Verbena - Algora (CD. El Genio Equivocado, 2013). Mezclas y masterización.

## Colaboraciones como músico
- No quiero ser - Gabotti (Single. DRO, 1983). Teclados.
- Soy un ligón - Gabotti (Maxi. DRO, 1984). Teclados.
- To say - Mania (Maxi. Citra, 1984). Teclados y composición.
- Mania - Mania (LP. Citra, 1984). Teclados y composición.
- In Japan - Mania (Maxi. Citra, 1986). Teclados y composición.
- Somos unos animales - Extremoduro (LP. Área Creativa, 1991). Piano y Turuta romana.
- Hello and say goodbye - Eleven Sometimes (CD. Muxxic Records, 2000). Teclados y composición.
- Verbena - Algora (CD. El Genio Equivocado, 2013). Teclados y programación .